# UN記念公園
座標: 北緯35度07分43秒 東経129度05分48秒 / 北緯35.1284875度 東経129.0967108度
UN記念公園（ユエヌキニョンコンウォン）は、大韓民国釜山広域市南区にある、国際連合が管理する墓地である。UN墓地、国連記念公園、国連墓地とも。

## 概要
朝鮮戦争の際に釜山周辺で死亡した国連軍兵士、医療関係者を埋葬する。敷地内には朝鮮戦争に参加した国連軍21か国の国旗が掲げられている。休戦前の1951年4月に国連によって開城、仁川、大田、大邱、密陽、馬山の6つの地方墓地を統合しこの墓地が造られた。休戦後、国際連合総会は戦死者を敬慕するために記念墓地を設立・維持する旨の決議を採択した。韓国政府は国連に対して、墓地用地を永久に無償提供することを約束している。ベルギー、コロンビア、エチオピア、ギリシャ、フィリピン、タイ、アメリカ、フランス、ノルウェーの兵士が納骨されておりその内訳は36人はアメリカ人、1588人がイギリス連邦からの兵士、376人はカナダ人、286人はオーストラリア人、44人はトルコ人、117人はオランダ人、11人は南アフリカ人、462人はトルコ人、1人がノルウェー人、36人が韓国人、4人が国籍不明である。1960年から国際連合が正式に管理している。2011年11月30日には、潘基文が国連事務総長として初めて訪問した。
1998年11月にオーストラリアの彫刻家により記念碑が贈呈された。2006年には黒い大理石で造られた「追悼の壁」が設立され全ての戦死者、行方不明者の名前が刻まれている。2011年11月には朝鮮戦争に参加したカナダの元兵士によって記念像が贈られた。